# Супергруппа
Супергруппа (англ. supergroup) — термин, появившийся в конце 1960-х годов для описания рок-групп, все участники которых уже получили широкую известность в составе других групп или как сольные исполнители.
Первой супергруппой считается трио «Cream».
Термин, возможно, происходит от названия альбома 1968 года Super Session, записанного Аланом Купером, Майком Блумфилдом и Стивеном Стиллзом.
Примерами супергрупп можно считать «AxeWound», «Emerson, Lake & Palmer» (с 1970), «Asia» (с 1981), «The Traveling Wilburys», «Liquid Tension Experiment», «Them Crooked Vultures», «Chickenfoot», «A Perfect Circle» (с 1999), «Audioslave», «Prophets of Rage» (с 2016), «The Highwaymen» (с 1985) и др.; российские Ю-Питер, Куртки Кобейна и др.